# Festa Literária Internacional de Paraty

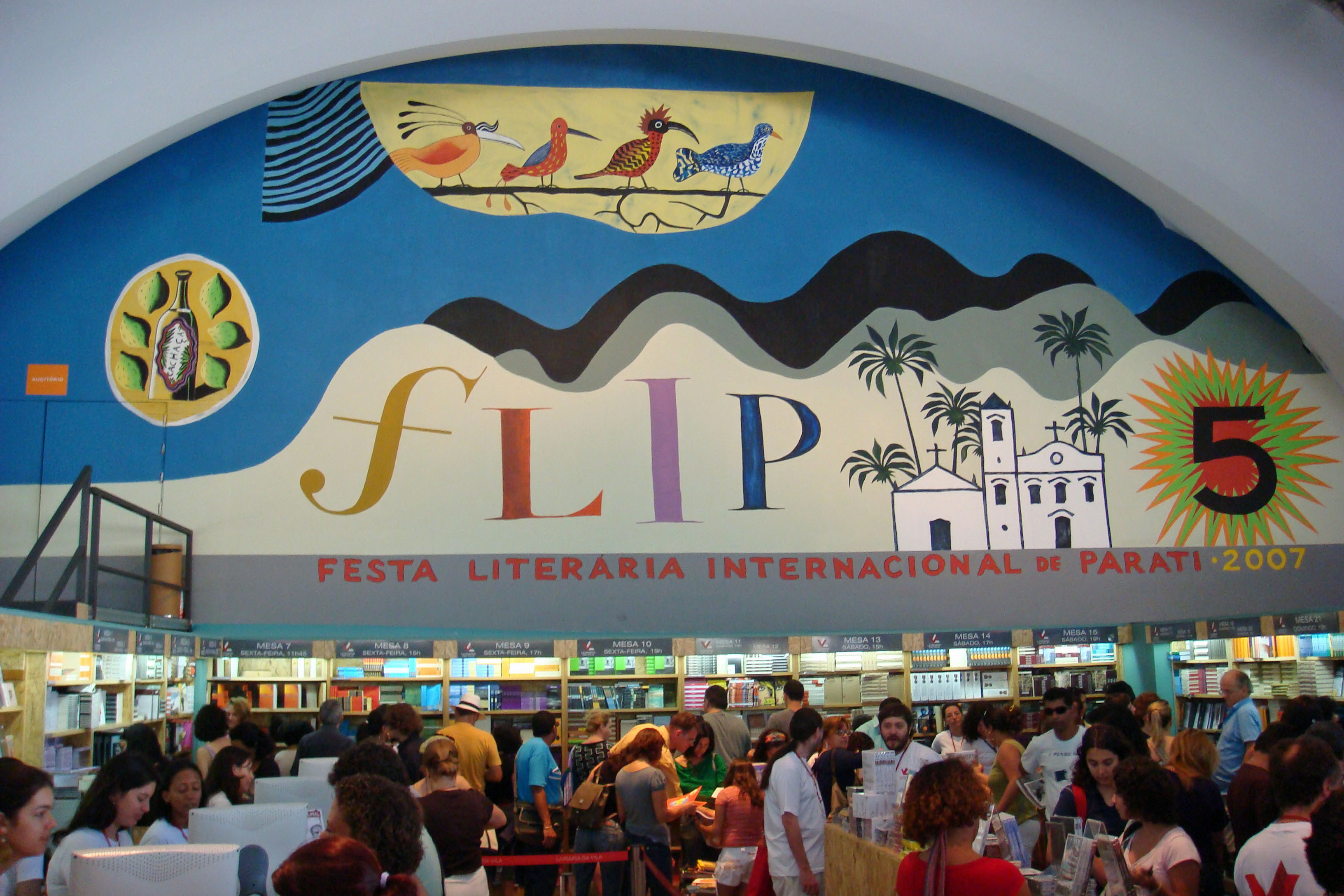
FLIP 2007

A Festa Literária Internacional de Paraty (FLIP) é um festival literário lançado no ano de 2003 e realizado pela Associação Casa Azul. Acontece anualmente na cidade fluminense de Paraty.
Durante os cinco dias de evento, as ruas de Paraty são tomadas por pessoas de todas as partes do mundo que se reúnem para assistir palestras, participar de debates, lançamentos de livros, shows e outras atividades culturais que ocorrem em diversos espaços da cidade, como teatros, igrejas e praças.
A FLIP é considerada um dos principais festivais literários do Brasil e da América do Sul. O financiamento é assegurado por um sistema hierarquizado de patrocinadores e é conduzido pela organização sem fins lucrativos Associação Casa Azul. Além de palestras, também são realizadas discussões, oficinas literárias e eventos paralelos para crianças (Flipinha) e jovens (Flipzona). O sucesso mundial desde seu ano de fundação se deve, principalmente, ao envolvimento e participação ativa de autores de vários países reconhecidos internacionalmente.

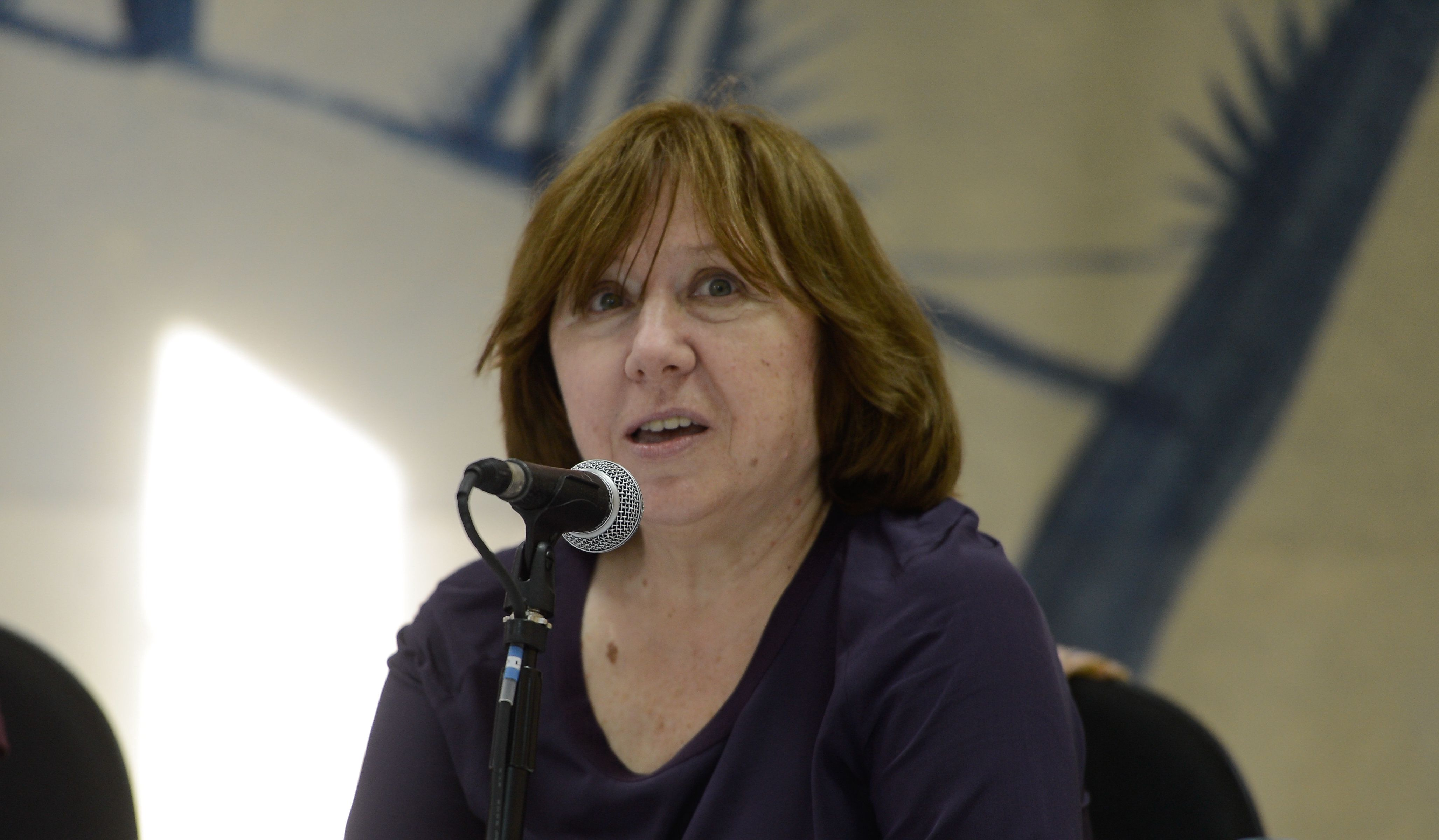
Svetlana Alexijevich, vencedora do Prêmio Nobel de Literatura, na FLIP 2016.

O festival foi idealizado pela editora inglesa Liz Calder, da Bloomsbury, que morou no Brasil e agenciou diversos autores brasileiros, tomando como modelo o festival literário de Hay-on-Wye, no Reino Unido. O festival é associado com outros semelhantes, tais como o Festival Internacional de Autores, em Toronto, Canadá, e o Festivaletteratura Mantova na Itália, para mostrar a interculturalidade na literatura.

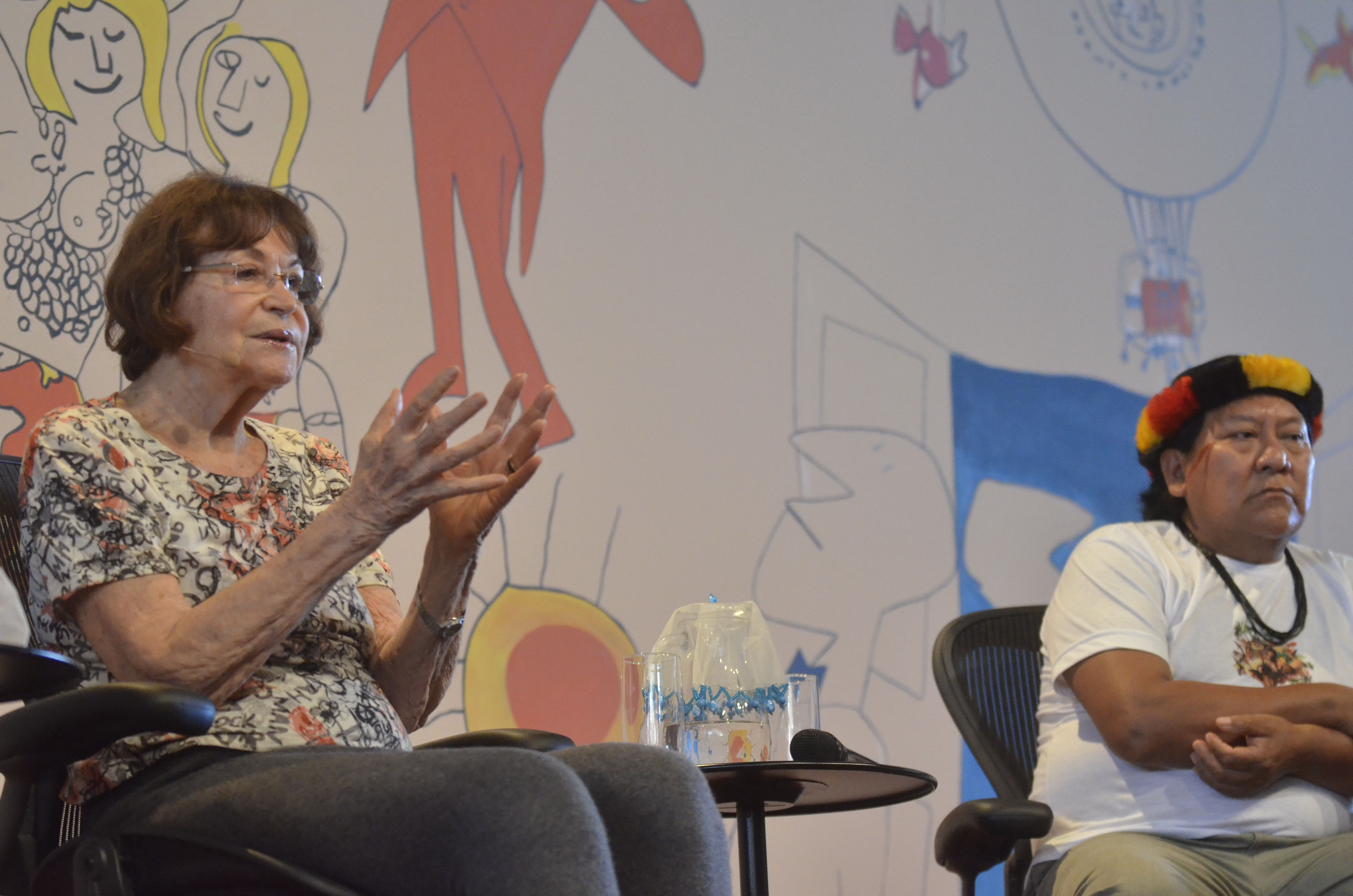
A fotógrafa suíça Claudia Andujar e o xamã indígena Davi Kopenawa, pajé e presidente da Hutukara Associação Yanomami, participam de mesa que a Flip dedicada aos índios e à Amazônia (Fernando Frazão/Agência Brasil).

## Escritores homenageados na FLIP
A cada ano um escritor é homenageado pelo festival.
- 2003 - Vinicius de Moraes
- 2004 - Guimarães Rosa
- 2005 - Clarice Lispector
- 2006 - Jorge Amado
- 2007 - Nelson Rodrigues
- 2008 - Machado de Assis
- 2009 - Manuel Bandeira
- 2010 - Gilberto Freyre
- 2011 - Oswald de Andrade
- 2012 - Carlos Drummond de Andrade
- 2013 - Graciliano Ramos
- 2014 - Millôr Fernandes
- 2015 - Mário de Andrade
- 2016 - Ana Cristina Cesar
- 2017 - Lima Barreto
- 2018 - Hilda Hilst
- 2019 - Euclides da Cunha
- 2020 - Edição online sem homenageado (A homenagem a Elizabeth Bishop foi cancelada nesse ano devido a polêmica do apoio da autora ao golpe militar de 1964 presente em uma carta para Robert Lowell)
- 2021- Em vez de um escritor homenageado, a edição teve o tema "Nhe'éry, plantas e literatura".[4]
- 2022- Maria Firmina dos Reis[5]
- 2023- Pagu[6]
- 2024- João do Rio[7]
- 2025 - Paulo Leminski[8]